# رپین (لهستان)
ریپین (به لاتین: Rypin) یک شهرک در لهستان است که در شهرستان رپین واقع شده‌است.

## خصوصیات
رپین ۱۰٫۹۶ کیلومترمربع مساحت و ۱۶٬۹۵۰ نفر جمعیت دارد.

## خواهرخوانده
شهرهای ونچتسا و باوسکا خواهرخوانده‌های ریپین هستند.